# 甘露煮

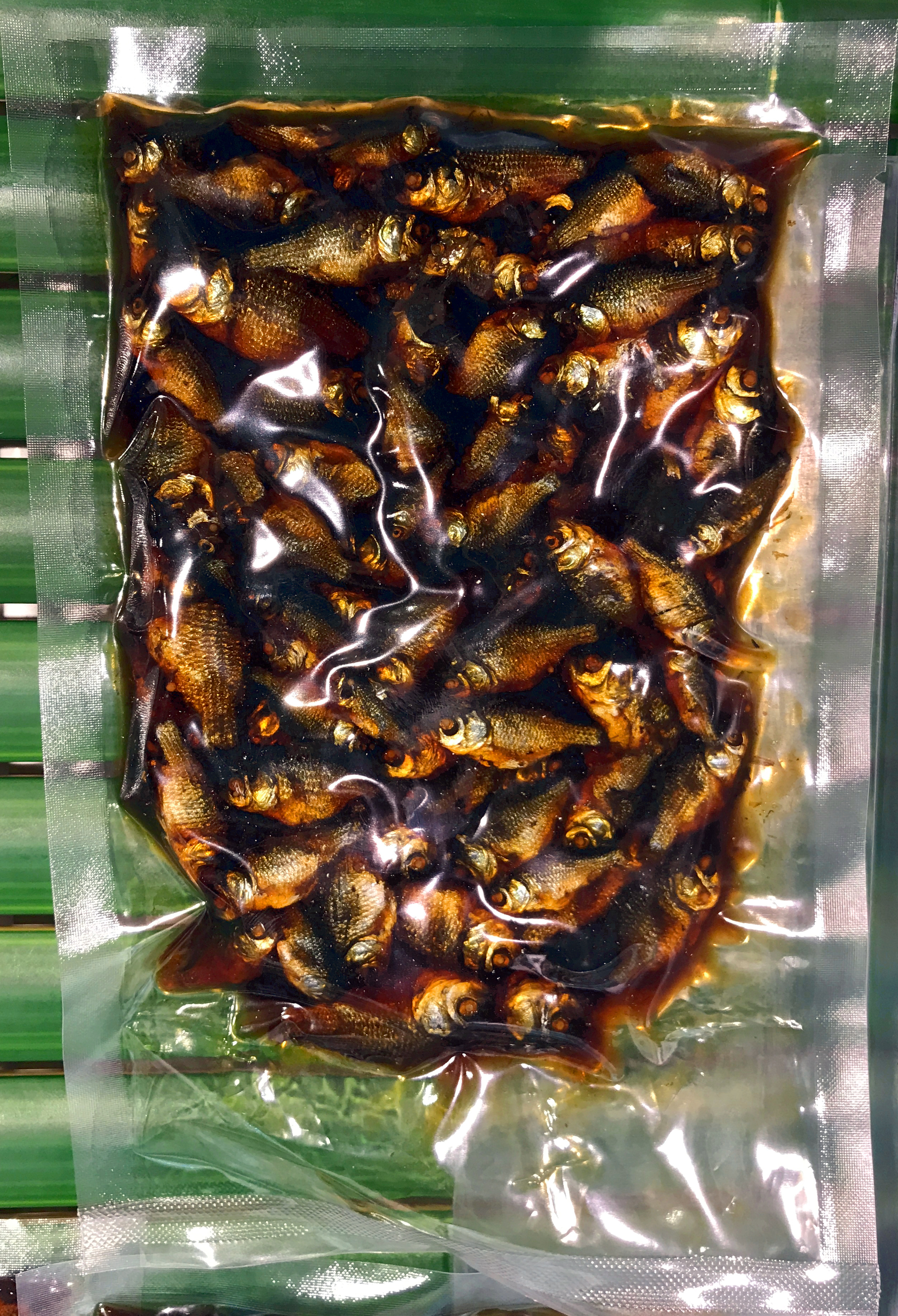
真空パック包装されたフナの甘露煮

甘露煮（かんろに）は、煮物・煮魚料理の一種。飴煮（あめに）ともいう。
西洋での類似した料理のグラッセについても、本記事で説明する。

## 概要
淡水魚のアユ、モツゴ、コイ、ニジマス、ハゼ、フナ、ワカサギ、ヤマメ、アマゴ、イワナなどを生のままか素焼きした後、醤油やみりんに多めの砂糖や水飴を加えた汁で照りが出るように煮たもののほか、海水魚のニシンを加工した身欠きニシンを使うものもある。
魚で作る場合、骨まで柔らかくなるようにゆっくりと長時間煮込み、仕上げに水飴などをさらに加えて照りを出す。大振りの魚より小振りの魚の方が、良い具合に仕上がる。
クリやキンカンなどの果物類を砂糖で甘く煮たものも、甘露煮と呼ばれる。日本にはイチジクなどの甘味が強い果実で甘露煮を作る地方もあるが、これは保存食にするためである。

## グラッセ
西洋で類似したものに、フランス料理のグラッセ（フランス語: glacé）がある。日本の甘露煮と同じくクリを甘く煮たもの（マロングラッセ）は菓子と見なされるが、ニンジンを甘く煮たもの（キャロットグラッセ）は料理と見なされる。以下、後者について説明する。
ニンジンのグラッセは、ステーキなどの肉料理に付け合わせとして添えられる。調理の際には砂糖だけでなく、バターも用いられる。ただし、ニンジンを下ごしらえする際に切ったり皮を剥いたりするだけでなく、面取りを行なったうえで茹でこぼしが必要といった手間やコストの面から、低価格が売りの店舗では提供されず、ミックスベジタブルなどの手軽で安価な付け合わせに置き換えられることもある。
ニンジンのほか、カボチャやサツマイモなどにも応用される。
なお、本来のグラッセの語意はフランス語で「凍らせる」「糖衣をかける」という意味であるが、「食材を煮詰めて照りや艶をつける」という意味でもある。